# Miénteme
«Miénteme» es una canción de las cantantes argentinas Tini y María Becerra. Fue lanzada el 29 de abril de 2021 a través de Sony Music Latin y Hollywood Records, como el sencillo principal del cuarto álbum de estudio de la primera, Cupido (2023). La canción fue escrita por ambas con apoyo de FMK, Elena Rose, Andrés Torres y Mauricio Rengifo, mientras que la producción estuvo a cargo de Rengifo y Torres. Es la segunda colaboración de ambas cantantes, exceptuando a Lola Índigo luego del remix de «High», lanzado en 2020.
La canción debutó en el puesto número uno de la lista Argentina Hot 100 de Billboard, convirtiéndose en el primer sencillo número uno de ambas artistas en dicha lista. También ha alcanzado el número uno en Uruguay y Costa Rica, así como el top 5 en España y varios países de Latinoamérica. La canción fue un éxito desde su lanzamiento y, en junio, alcanzó el top 50 de las canciones más escuchadas en el mundo en Spotify, convirtiendo a Tini y Becerra en los primeros artistas argentinos en lograr tal éxito. El tema también alcanzó su punto máximo en Billboard Global 200 y Global Excl. de Estados Unidos, convirtiendo a Tini y Becerra en las primeros artistas argentinas que aparecen en Global 200.

## Antecedentes
Luego de su exitosa primera colaboración «High (Remix)», Tini anunció que estaba preparando una nueva canción con Becerra, y además, durante una entrevista para la revista Vanity Teen reveló: «Con Mary [Becerra], hicimos «High», junto a Lola Índigo, y la gente se sintió muy conectada con ese sencillo [...] Y, cuando presentamos esta canción, yo había estado en silencio durante seis meses. No había lanzado una canción ni nada durante ese tiempo. Entonces, dije que quería lanzar una nueva canción con ella después del éxito de «High» y todo el cariño que recibimos por esa canción que habíamos cantado juntas». También agregó: «Había muchas expectativas sobre lo que sería de «Miénteme», y al final, a la gente le encantó la canción, se sintió conectada a ella y con la hermosa relación que tenemos».
Hablando por su parte en «Miénteme» durante una entrevista con Los 40, Becerra dijo: «Tini y yo hemos colaborado juntas antes. Nos encanta grabar canciones, planear cuándo lanzarlas, y «Mienteme» fue una de ellas». Tini dijo 'mira, tengo una canción de la que me gustaría que formes parte, te veo, solo a ti, quiero que sea lo más cerca posible de mi cumpleaños, sería un regalo para mí'. Por razones que no estaban en nuestras manos, no pudimos sacarlo para su cumpleaños (21 de marzo), pero cuando ella me envió la canción, inmediatamente grabé mi parte y le encantó. [...] Era súper larga para rodar. Tiene mucha coreografía, muchos montajes, bailarines, todo. Una producción increíble. Se nota en el resultado el empeño que le pusimos».
El 24 de abril, las cantantes compartieron el primer adelanto del nuevo sencillo en sus redes sociales y revelaron que se lanzará el 29 de abril. Posteriormente, siguieron dos adelantos más, luego se publicó el adelanto completo en el canal oficial de Tini en YouTube, y alcanzó el número uno en las tendencias de YouTube en Argentina y varios países de Latinoamérica. Luego de unas horas de ser lanzada la canción, se convirtió en tendencia alcanzando la primera posición en varios países, y Tini lanzó el #MiéntemeChallenge que se viralizó en la plataforma para compartir videos TikTok.
Tini también reveló durante una entrevista de Billboard Live que el «Mienteme (Remix)» llegará pronto».

## Composición
«Miénteme» fue escrita por Tini, Becerra, FMK, Enzo Ezequiel Sauthier, Elena Rose, Andrés Torres y Mauricio Rengifo. También fue producido por Torres y Rengifo. La canción combina el estilo reguetonero y urbano, con elementos de ritmo de cumbia, dembow y un toque de rap de Becerra. Líricamente, la canción habla de tener problemas de relación. Específicamente, las chicas expresan la confusión de estar en privado con alguien pero no estar en una relación oficial.
Tini ya había experimentado con el género cumbia en su tercer álbum de estudio Tini Tini Tini (2020) donde el género cumbiano se destaca más en la canción «22».[cita requerida] Ella también agregó durante la entrevista para Vanity Teen:
«Creo que la canción «22» es como una prima hermana de «Miénteme». «Miénteme» también es una fusión de cumbia con reguetón, igual que «22». Cuando me di cuenta de que a la gente le gustaba tanto esa canción, sentí alegría porque al principio era una desafío lanzarlo como sencillo. Quiero decir, «22» sonaba como reguetón, pero, al mismo tiempo, era un poco diferente.

## Video musical
El video musical se lanzó junto con la canción el 29 de abril de 2021 en el canal de YouTube de Tini. Fue dirigida por el director argentino de videos musicales Diego Peskins. El videoclip de la canción, presentado como una road movie al estilo de Thelma & Louise, acumuló medio millón de reproducciones a la hora de su lanzamiento, alcanzando el número uno en tendencias en Argentina, entre otros países. El video incluye la participación del actor argentino Juan Sorini. Desde agosto de 2021, el video musical ha recibido más de 200 millones de visitas.
El video comienza con Tini y María como ladronas que han estado huyendo; Se ve a Stoessel conduciendo en un automóvil junto a Becerra, quien está sentada contando billetes. Cuando comienza la canción se las pueden ver fuera del auto, Tini está de pie y María está sentada. Tini lleva un top negro con collares dorados, pantalón verde y zapatillas blancas y negras y María lleva una camiseta blanca sin mangas con un collar dorado, jeans celestes, zapatillas blancas y una chaqueta de jean con mangas cortas que usaría más tarde.
Mientras cantan, se les acaba el combustible del coche y llegan motociclistas, uno de ellos interpretado por Juan Sorini que sigue a Stoessel. Tini y María llegan a una estación de servicio, entran y se sientan mientras miran a bailarines, luego se ponen de pie y bailan con ellos. Llegan Sorini y los motociclistas pero los ignoran mientras bailan. Más tarde, se puede ver a Becerra sentada en la barra de un bar cantando mientras sostiene una bebida. Sorini y los motociclistas juegan a un videojuego de máquinas, y Tini tiene bebidas en la mano para Sorini y los motociclistas que se divierten junto a Stoessel y Becerra. Mientras se distrae con Tini, María le roba las llaves de la motocicleta de Sorini que están en su chaqueta.
Durante el puente de la canción, se puede ver a Stoessel y a Becerra bailando y cantando fuera de la estación de servicio, mientras que detrás tienen máquinas de videojuegos en llamas. Tini lleva una camiseta verde corta con círculos negros y mangas largas triangulares, zapatillas blancas y negras y pantalones blancos con círculos y flores verdes y negras y María lleva una camiseta naranja sin mangas con un guante naranja que tiene piedras, blanco. pantalón con rayas negras, naranjas y verdes y deportivas blancas. Stoessel y Sorini se divierten y Becerra espera a Tini en una de las motocicletas de los motociclistas. Cuando Sorini le quita la remera, queda atrapado y Stoessel escapa. Finalmente Tini y María escapan en la motocicleta.

## Actuaciones en vivo
Tini interpretó «Miénteme» por primera vez en el espectáculo argentino Los Mammones el 4 de mayo de 2021. El 26 de junio de 2021, Becerra también interpretó la canción en el mismo programa. El 23 de julio de 2021, Tini cantó la canción en vivo en la decimoctava ceremonia de los Premios Juventud, celebrada en Miami. El 4 de septiembre de 2021, Tini cantó la canción en el festival Coca Cola Music Experience en Madrid. Tini y Becerra debutaron en vivo a dúo durante el Animal Tour de Becerra en el Teatro Gran Rivadavia de Buenos Aires, Argentina, el 2 de noviembre de 2021. El 30 de octubre de 2021, Tini interpretó la canción en su show en Posadas, Misiones. y en Un sol para los chicos.

## Premios y nominaciones
| Año  | Premiación               | Categoría                          | Resultado | Ref.   |
| ---- | ------------------------ | ---------------------------------- | --------- | ------ |
| 2021 | Premios Musa             | Colaboración internacional del año | Nominado  | [ 18 ] |
| 2021 | Premios Quiero           | Mejor video del año                | Nominado  | [ 19 ] |
| 2021 | Premios Quiero           | Mejor video pop                    | Nominado  | [ 19 ] |
| 2021 | Video Prisma Awards      | Video pop                          | Nominado  | [ 20 ] |
| 2022 | Premios Carlos Gardel    | Grabación del año                  | Nominado  | [ 21 ] |
| 2022 | Premios Carlos Gardel    | Canción del año                    | Ganador   | [ 21 ] |
| 2022 | Premios Carlos Gardel    | Mejor canción de pop               | Ganador   | [ 21 ] |
| 2022 | Premios Odeón            | Canción latina                     | Nominado  | [ 22 ] |
| 2022 | Premios Tu Música Urbano | Colaboración del año               | Nominado  | [ 23 ] |
| 2022 | Premios Tu Música Urbano | Video del año – Nuevo artista      | Nominado  | [ 23 ] |

## Créditos y personal
Créditos obtenidos de Tidal.
- Martina Stoessel – vocales y composición.
- María Becerra – vocales y composición.
- Tom Norris - ingeniero de mezclas, ingeniero de masterización.
- Big One – ingeniero de grabación.
- Diego Peskins – programador.
- Elena Rose – compositora.
- Mauricio Rengifo – productor, compositor, ingeniero de grabación y programador.
- FMK – compositor.
- Andrés Torres – productor, compositor, ingeniero de grabación y programador.

## Posicionamiento en las listas

### Semanales
| Lista (2021–22)                           | Mejor posición |
| ----------------------------------------- | -------------- |
| Argentina (Argentina Hot 100)             | 1              |
| Argentina Airplay (Monitor Latino)        | 1              |
| Argentina Latin Airplay (Monitor Latino)  | 1              |
| Argentina National Songs (Monitor Latino) | 1              |
| Bolivia Airplay (Monitor Latino)          | 3              |
| Bolivia Songs (Billboard)                 | 9              |
| Brasil (Top 100 Brasil)                   | 72             |
| Chile (Monitor Latino)                    | 5              |
| Colombia (Monitor Latino)                 | 4              |
| Colombia (National-Report)                | 29             |
| Costa Rica (FONOTICA)                     | 1              |
| Costa Rica (Monitor Latino)               | 1              |
| Ecuador (Monitor Latino)                  | 6              |
| Ecuador (National-Report)                 | 5              |
| El Salvador (Monitor Latino)              | 2              |
| España (Top 100 Canciones)                | 3              |
| Global 200 (Billboard)                    | 65             |
| Guatemala Airplay (Monitor Latino)        | 14             |
| Mexico Espanol Airplay (Billboard)        | 18             |
| Panamá (Monitor Latino)                   | 2              |
| Panamá (PRODUCE)                          | 42             |
| Paraguay (SGP)                            | 3              |
| Paraguay (Monitor Latino)                 | 2              |
| Perú (Monitor Latino)                     | 3              |
| Uruguay (Monitor Latino)                  | 1              |
| Venezuela (Monitor Latino)                | 8              |

### Anuales
| Lista (2021)                             | Posición |
| ---------------------------------------- | -------- |
| Argentina (Monitor Latino)               | 3        |
| Argentina Latin Airplay (Monitor Latino) | 3        |
| Bolivia (Monitor Latino)                 | 4        |
| Chile (Monitor Latino)                   | 27       |
| Costa Rica (Monitor Latino)              | 7        |
| Ecuador (Monitor Latino)                 | 10       |
| El Salvador (Monitor Latino)             | 36       |
| Global 200 (Billboard)                   | 160      |
| Paraguay (Monitor Latino)                | 6        |
| Perú (Monitor Latino)                    | 27       |
| Uruguay (Monitor Latino)                 | 2        |

## Certificaciones
| País                         | Organismo certificador       | Certificación                | Ventas certificadas | Ref.      |
| ---------------------------- | ---------------------------- | ---------------------------- | ------------------- | --------- |
| Argentina                    | CAPIF                        | Diamante                     | 135 000             | [ 62 ]    |
| Brasil                       | PMB                          | Platino                      | 40 000              | [ 63 ]    |
| Chile                        | PROFOVI                      | Platino                      | 5 000               | [ 64 ]    |
| Colombia                     | ASINCOL                      | Oro                          | 5 000               | [ 65 ]    |
| España                       | PROMUSICAE                   | 7× Platino                   | 420 000             | [ 66 ]    |
| México                       | AMPROFON                     | Diamante + Oro               | 770 000             | [ 67 ]    |
| Perú                         | UNIMPRO                      | Oro                          | 10 000              | [ 65 ]    |
| Uruguay                      | CUD                          | 3× Platino                   | 18 000              | [ 64 ]    |
| Total de ventas certificadas | Total de ventas certificadas | Total de ventas certificadas | 1 398 000           | 1 398 000 |

## Historial de lanzamiento
| Región | Lanzamiento         | Formato   | Disquera         | Ref.  |
| ------ | ------------------- | --------- | ---------------- | ----- |
| Mundo  | 29 de abril de 2021 | Streaming | Sony Music Latin | [ 1 ] |